# Still Fantasy
Albums de Jay Chou
November's Chopin
(2005) On the Run
(2007)
Still Fantasy est le septième album de l'artiste taïwanais Jay Chou, publié le 5 septembre 2006.
Le'album se vend plus de 250 000 d'exemplaires a Taïwan. Faraway, Lister to Mother et White Windmill ont atteint respectivement la 2e, 8e et 53e rang du top 100 des chansons de l'année de Hit FM.

## Liste des titres
| 1.    | Twilight's Chapter Seven (夜的第七章 - Ye De Di Qi Zhang)                                  | 3:48 |
| 2.    | Listen to Mother's Word (聽媽媽的話 Ting Ma Ma De Hua)                                     | 4:25 |
| 3.    | Faraway (千里之外 - Qian Li Zhi Wai, duo avec Fei Yu-ching)                                | 4:16 |
| 4.    | Herbalist's Manual (本草綱目 - Ben Cao Gang Mu)                                            | 3:29 |
| 5.    | Retreat (退後 - Tui Hou)                                                                   | 4:21 |
| 6.    | Red Imitation (紅模仿 - Hong Mo Fang)                                                      | 3:05 |
| 7.    | Heart's Rain (心雨 - Xin Yu)                                                               | 4:29 |
| 8.    | White Windmill (白色風車 - Bai Se Feng Che)                                                | 4:32 |
| 9.    | Rosemary (迷迭香 - Mi Die Xiang)                                                           | 4:11 |
| 10.   | Chrysanthemum Flower Bed (菊花台 - Ju Hua Tai, thème de fin de Curse Of The Golden Flower) | 4:53 |
| 41:35 |                                                                                            |      |